# Glutatione perossidasi
La glutatione perossidasi è un enzima appartenente alla classe delle ossidoreduttasi, che catalizza la seguente reazione:
2 glutatione + H2O2 ⇄ glutatione disolfuro + 2 H2O
L'enzima è una proteina contenente un residuo di selenocisteina. Steroidi e lipidi idroperossidi, ma non i prodotti di reazione della lipossigenasi numero EC 1.13.11.12 sui fosfolipidi, possono agire come accettori, ma più lentamente di H2O2 (cf. numero EC 1.11.1.12 fosfolipide-idroperossido glutatione perossidasi).

## Isoenzimi
Vi sono diversi isoenzimi codificati da diversi geni, che variano nella localizzazione cellulare e nella specificità di substrato. La Glutatione perossidasi 1  (GPx1) è la versione più abbondante, presente nei citoplasmi di quasi tutti i tessuti di mammiferi, che ha come substrato preferenziale il perossido di idrogeno. La Glutatione perossidasi 4 (GPx4) ha un'alta preferenza per gli idroperossidi lipidici; viene espressa in quasi ogni cellula di mammiferi, anche se a livelli molto più bassi. La Glutatione perossidasi 2 è un enzima intestinale ed extracellulare, mentre la glutatione perossidasi 3 è extracellulare, specialmente abbondante nel plasma. Fino ad oggi, sono state identificati negli umani otto differenti iso-forme di glutatione perossidasi (GPx1-8).
| Gene | Locus         | Enzima                                                              |
| ---- | ------------- | ------------------------------------------------------------------- |
| GPX1 | Chr. 3 p21.3  | glutatione perossidasi 1                                            |
| GPX2 | Chr. 14 q24.1 | glutatione perossidasi 2 (gastrointestinale)                        |
| GPX3 | Chr. 5 q23    | glutatione perossidasi 3 (plasma)                                   |
| GPX4 | Chr. 19 p13.3 | glutatione perossidasi 4 (idroperossidasi dei fosfolipidi)          |
| GPX5 | Chr. 6 p21.32 | glutatione perossidasi 5 (nell'epididimo, correlata agli androgeni) |
| GPX6 | Chr. 6 p21    | glutatione perossidasi 6 (olfattiva)                                |
| GPX7 | Chr. 1 p32    | glutatione perossidasi 7                                            |
| GPX8 | Chr. 5 q11.2  | glutatione perossidasi 8 (putativa)                                 |

## Struttura
Le proteine GPx1, GPx2, GPx3, e GPx4 dei mammiferi sono enzimi contenenti selenio, mentre la GPx6 è una selenioproteina negli umani con proteine omologhe contenenti cisteina nei roditori. GPx1, GPx2, e GPx3 sono proteine omo-tetrameriche, mentre la GPx4 ha una struttura monomerica. Mentre l'integrità delle membrane cellulari e subcellulari dipende fortemente dalla glutatione perossidasi, il sistema protettivo antiossidativo della stessa glutatione perossidasi dipende fortemente dalla presenza di selenio.

## Ruolo nelle malattie
I polimorfismi genetici negli enzimi della glutatione perossidasi e le loro espressioni alterate e attività sono associati con il danno ossidativo al DNA e di conseguenza alla suscettibilità individuale al cancro.

## Scoperta
La glutatione perossidasi venne scoperta nel 1957 da Gordon C. Mills.